# Emil Timm
Emil Timm (* 12. Oktober 1876 in Eckernförde; † 10. Februar 1947 ebenda) war ein deutscher Holzkaufmann und Politiker.
Timm gehörte 1946 dem ersten ernannten Landtag von Schleswig-Holstein an. Der fraktionslose Kaufmann gehörte dabei dem Ausschuss für Ernährung, Landwirtschaft und Forsten an.